# 森菊蔵
森 菊蔵（もり きくぞう、1927年5月4日 - 1997年1月21日）は昭和・平成期日本の詩人、作詞家、ラジオパーソナリティ。日本詩人クラブ会員。
別名義に槍 一之（やり かずゆき）がある。

## 来歴
群馬県桐生市出身。旧制桐生中学校を経て、慶應義塾大学在学中より地元の群馬2区選出であった衆議院議員・長谷川四郎の秘書を務める。福田正夫の知遇を得て主観社文学会へ入会し、後に『日本詩壇』復刊へ参加した。1955年（昭和30年）、詩集『背後』を刊行。
詩人として活動する傍ら日本抵抗器工業振興会事務局長やNETテレビ番組企画委員を務め、1965年（昭和40年）に株式会社東京企画を設立して以降はいわゆる「代議士ソング」や市町村歌、音頭の企画を精力的に売り込んでいた。1968年（昭和43年）、第8回参院選に全国区から無所属で立候補したが落選。
ニッポン放送で1972年（昭和47年）から1974年（昭和49年）にかけて「森菊蔵ショウ」「森菊蔵の早起きおじさん」のパーソナリティを務めている。
1997年（平成9年）1月21日死去。享年71（満69歳没）。

## 主な作品
注記のない場合は本名。

### 詩集
- 背後（光線書房、1955年） NDLJP:1354944
- 風韻（土曜美術社出版販売、1994年） ISBN 4-8120-0523-X
- 青春（土曜美術社出版販売、1995年） ISBN 4-8120-0530-2
- 百花（土曜美術社出版販売、1995年） ISBN 4-8120-0538-8
- 未来（土曜美術社出版販売、1996年） ISBN 4-8120-0593-0

### 作詞
- まつり讃歌（作曲：黛敏郎）
- 青春のスチュワーデス（作曲：松川義昭） - 東亜国内航空「長崎の旅キャンペーン」イメージソング。

自治体歌
- 三郷市民の歌（作曲：狛林正一）
- 君津市民の歌（作曲：狛林正一）
- 燕市民歌（作曲：高木東六）
- ニセコ町のうた（作曲：狛林正一）
- 富岡わがまち（作曲：前田俊明）
- 美浜町民の歌（作曲：松山かずお）
- 内原町民の歌（作曲：押尾司）

音頭
- 高萩市民ばやし（作曲：矢吹光）
- 小山音頭（作曲：押尾司）
- 蓮田音頭（作曲：山路進一）
- 加西音頭（作曲：狛林正一）
- 滝野音頭（作曲：押尾司）
- 龍ヶ岳音頭（作曲：狛林正一）
- 師勝音頭（作曲：市川昭介）

政治家のテーマソング
- 荒舩清十郎の唄（作曲：長洲忠彦）[注 1]
- 大平正芳先生の歌（作曲：山路進一）

CMソング
- フランス屋（作曲：大前成之）[注 2]
- 松尾ジンギスカン（作曲：キダ・タロー）[注 2]
- ラーメン大学校歌（作曲：夏木憲一）[注 2]